# 王宮用
王宮用（1524年—？），字近臣，號桃溪，直隸廣平府成安縣人，民籍，明朝政治人物。

## 生平
嘉靖二十八年（1549年）己酉科順天府鄉試第四十九名舉人。嘉靖三十二年（1553年）中式癸丑科會試第三百五十五名，三甲第一百七十六名進士。刑部观政，授山西榆次知县，起复补渭南县，升户部主事。嘉靖末，官山西潞安府知府，隆慶時升陕西按察司副使。
隆慶六年（1572年）七月升四川左参政，萬曆三年（1575年）七月升陕西按察使，五年正月升本省右布政使，升山东左布政使，九年二月升太仆寺卿，十月给事中叶遵论劾太仆寺卿王宫用、河南左布政徐行、江西右布政杨芷衰庸不职，俱准致仕。

## 家族
曾祖王端；祖父王俊；父王隆，母張氏。兄朝用、君用（生员）、廷用。